# Szajan
Szajan (kaz. Шаян) – wieś w południowym Kazachstanie, w obwodzie turkiestańskim. Liczy 9 700 mieszkańców (2006). Ośrodek przemysłu spożywczego.